# R. P. M.
R. P. M. é um filme de drama produzido nos Estados Unidos em 1970, dirigido por Stanley Kramer e protagonizado por Anthony Quinn e Ann-Margret.